# Crepischiza
Crepischiza är ett släkte av skalbaggar. Crepischiza ingår i familjen Melolonthidae.
Kladogram enligt Catalogue of Life:
| Crepischiza | \| \| Crepischiza ertli \| \| \| \| \| \| Crepischiza pallida \| \| \| \| \| \| Crepischiza pruinosa \| \| \| \| \| \| Crepischiza schoutedeni \| \| \| \| \| \| Crepischiza sinuaticeps \| \| \| \| \| \| Crepischiza usambarae \| \| \| \| |
|             | \| \| Crepischiza ertli \| \| \| \| \| \| Crepischiza pallida \| \| \| \| \| \| Crepischiza pruinosa \| \| \| \| \| \| Crepischiza schoutedeni \| \| \| \| \| \| Crepischiza sinuaticeps \| \| \| \| \| \| Crepischiza usambarae \| \| \| \| |
|             | Crepischiza ertli |
|             | |
|             | Crepischiza pallida |
|             | |
|             | Crepischiza pruinosa |
|             | |
|             | Crepischiza schoutedeni |
|             | |
|             | Crepischiza sinuaticeps |
|             | |
|             | Crepischiza usambarae |
|             | |